# Great Moon Hoax

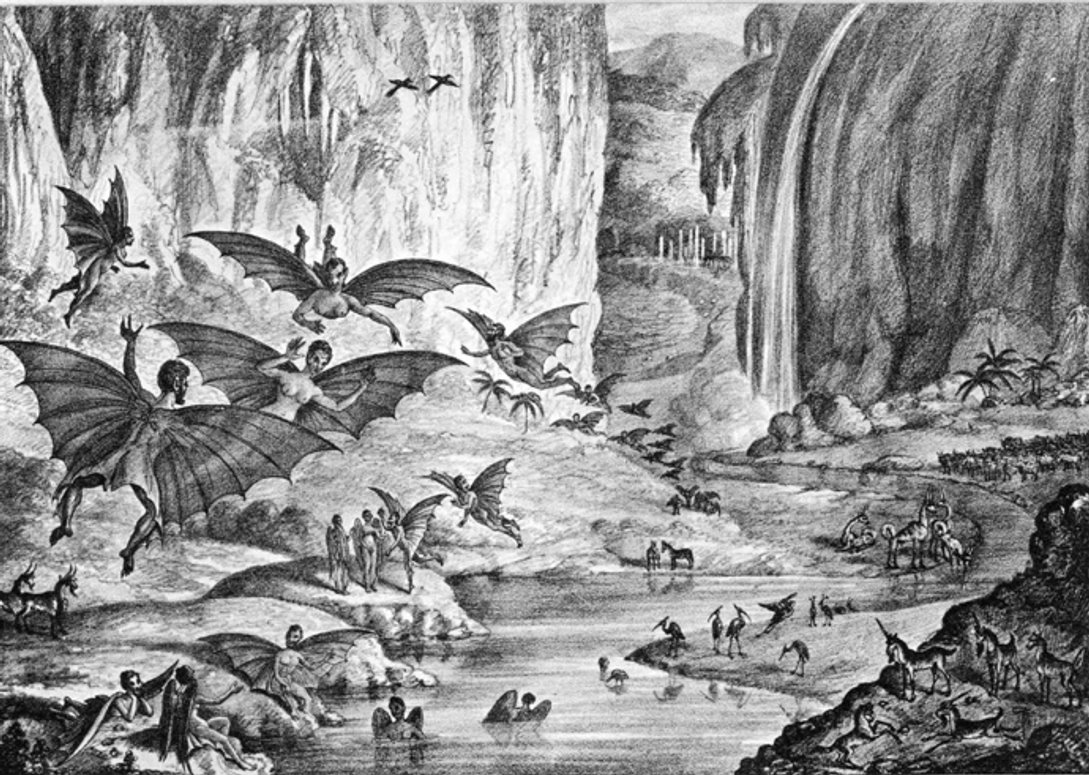
Ilustración del artículo del 26 de agosto de 1835.

El Great Moon Hoax (Gran engaño de la Luna) fue una noticia falsa publicada en una serie de seis artículos periodísticos aparecidos en agosto de 1835 en el diario neoyorquino The Sun, informando sobre el descubrimiento de vida en la Luna.
El supuesto descubrimiento, atribuido falsamente al astrónomo británico John Herschel (quien desconocía esa publicación), que en aquellas fechas se encontraba haciendo observaciones astronómicas cerca de Ciudad del Cabo (Sudáfrica), relataba la existencia en la Luna de océanos, ríos, bosques, manadas de bisontes y gacelas, aves, castores bípedos y humanoides alados, que habrían sido observados con la ayuda del telescopio de mayor aumento construido hasta la fecha.
Los artículos estaban firmados por un inexistente Dr. Andrew Grant; su autoría se atribuyó posteriormente a Richard Adams Locke, uno de los reporteros del periódico, aunque este nunca llegó a reconocer públicamente su participación en la redacción de la noticia.
Esta serie de artículos tuvieron una amplia difusión debido que se habían desarrollado métodos de impresión más eficientes que permitieron la multiplicación de los ejemplares y la consecuente disminución de sus precios. A esta situación, se sumó el simultáneo desarrollo de medios de transporte más veloces y con mayores alcances.